# Apioporthella
Apioporthella är ett släkte av svampar. Apioporthella ingår i familjen Valsaceae, ordningen Diaporthales, klassen Sordariomycetes, divisionen sporsäcksvampar och riket svampar.
|               | Apioporthe                               |
|               |                                          |
|               | Valsa                                    |
|               |                                          |
|               | Cytospora                                |
|               |                                          |
|               | Anisogramma                              |
|               |                                          |
| Apioporthella | \| \| Apioporthella bavarica \| \| \| \| |
|               | \| \| Apioporthella bavarica \| \| \| \| |
|               | Leucostoma                               |
|               |                                          |
|               | Valsella                                 |
|               |                                          |
|               | Clypeoporthe                             |
|               |                                          |
|               | Xenotypa                                 |
|               |                                          |
|               | Bagcheea                                 |
|               |                                          |
|               | Anisomyces                               |
|               |                                          |
|               | Valseutypella                            |
|               |                                          |
|               | Diaporthella                             |
|               |                                          |
|               | Cryptascoma                              |
|               |                                          |
|               | Paravalsa                                |
|               |                                          |
|               | Apioporthella bavarica                   |
|               |                                          |

|  | Apioporthella bavarica |
|  |                        |